# Ius scriptum
Ius scriptum ist geschriebenes Recht. Darunter fallen Gesetze (leges), Edikte der Magistrate und Kaiserkonstitutionen. Auch vom Kaiser autorisierte, schriftliche Rechtsgelehrtenmeinungen (iura) unterfallen dem Begriff.
Die lex war im römischen Recht ein durchgängig verwendeter Begriff, der in der Zeit der Republik in Ansehung der Volksversammlungen auch als Plebiszit (plebiscitum) erschien. In der Kaiserzeit genoss der Senat eine hervorgehobene Machtstellung und erließ Senatskonsulte senatus consulta, die ebenfalls gesetzlichen Charakter angenommen hatten. Die Kaiserkonstitutionen traten häufig als Codices – so nur beispielsweise der Codex Iustinianus – in Erscheinung. Auch Sammlungen von Einzelgesetzen, constitutiones principum – zu nennen in diesem Zusammenhang etwa die Novellae – und Antwortschreiben des Kaisers auf Rechtsanfragen , sogenannte Responsa (Rechtsgutachten), werden unter das ius scriptum subsumiert.
In Abgrenzung dazu steht das ius non scriptum, dem kein legislatorischer Begründungsakt zugrunde liegt, beispielsweise das Gewohnheitsrecht, welches allerdings Rechtssatzcharakter dann erfährt, wenn die Macht der Verhältnisse einen zuverlässigen Rechtsschutz bietet. Geschriebenes Recht repräsentiert regelmäßig den Willen eines (staatlichen) Gesetzgebers. Ungeschriebenes Recht verleiht den Kräften der Gesellschaft Ausdruck.